# Serhij Baškyrov
Serhiy Bashkyrov (en ucraniano: Сергій Геннадійович Башкиров; Shumerlya, RSS de Ucrania; 11 de marzo de 1959-19 de septiembre de 2023) fue un jugador y entrenador de fútbol ucraniano que jugó en la posición de centrocampista.

## Carrera

### Jugador
| Periodo   | Club                     | Apariciones | Goles |
| --------- | ------------------------ | ----------- | ----- |
| 1976-1978 | Stal Cheboksary          | 69          | 20    |
| 1979      | FC Spartak Moscow        | 0           | 0     |
| 1979      | Pakhtakor Tashkent       | 5           | 0     |
| 1980      | Stal Cheboksary          | 7           | 0     |
| 1980-1981 | Krylia Sovetov Kuybyshev | 43          | 0     |
| 1982      | FC Iskra Smolensk        | 32          | 1     |
| 1983      | FC Metalurh Zaporizhzhia | 33          | 3     |
| 1984–1988 | FC Dnipro Dnipropetrovsk | 145         | 2     |
| 1989–1991 | FC Metalurh Zaporizhzhia | 75          | 2     |
| 1991      | FC Dnipro Dnipropetrovsk | 0           | 0     |
| 1991–1992 | MZKS Wasilków            | 13          | 0     |
| 1992      | FC Vedrich               | 0           | 0     |
| 1992      | FC Metalurh Zaporizhzhia | 2           | 0     |
| 1993–1994 | Rot-Weiß Oberhausen      | 11          | 0     |

### Entrenador
Dirigió al FC Kryvbas-2 Kryvyi Rih de 1999 al 2002. Principalmente fue entrenador asistente en equipos como el SFC Opava, FC Metalurh Zaporizhzhia, FC Kryvbas Kryvyi Rih y SK Slovan Bratislava.

## Logros
- Primera División de la Unión Soviética (1): 1988
- Supercopa de la Unión Soviética (1): 1988
- Copa de la Federación Soviética (1): 1986